# Provincia de Huamanga
La provincia de Huamanga es una de las once que conforman el departamento de Ayacucho. Limita por el norte con la provincia de Huanta, por el este con la provincia de La Mar y el departamento de Apurímac, por el sur con la provincia de Vilcashuamán y la provincia de Cangallo, y por el oeste con el departamento de Huancavelica.

## Toponimia
El origen del nombre probablemente viene de *wama-nqa que significa '(lugar) donde sale la luz'.

## División administrativa
La provincia tiene una extensión de 2 981,37 km² y se encuentra dividida en 16 distritos:
- Acocro
- Acos Vinchos
- Andrés Avelino Cáceres Dorregaray
- Ayacucho
- Carmen Alto
- Chiara
- Jesús Nazareno
- Ocros
- Pacaycasa
- Quinua
- San José de Ticllas
- San Juan Bautista
- Santiago de Pischa
- Socos
- Tambillo
- Vinchos

## Población
La provincia tiene una población aproximada de 281 270 habitantes.

## Capital
La capital de la provincia es la ciudad de Ayacucho, también conocida como Huamanga.

## Autoridades

### Regionales
- Consejeros regionales
  - 2023-2026[2]

  1. Leoncio Reyes Benítez (Movimiento Regional Wari Llaqta)
  2. Flor Nilda Cornejo Algomer (Movimiento Regional Wari Llaqta)
  3. Teófilo Cuba Condori (Movimiento Regional Agua)

### Municipales
- 2023-2026[2]
  - Alcalde: Juan Carlos Arango Claudio, de Movimiento Regional Agua

.
- - Regidores:

  1. Arturo Chuchon Huamaní (Movimiento Regional Agua)
  2. Biviana Eleana Challapa Zeballos (Movimiento Regional Agua)
  3. Fredy Quispe Ataucusi (Movimiento Regional Agua)
  4. Yanet Martínez Roca (Movimiento Regional Agua)
  5. César Augusto Murillo Calderón (Movimiento Regional Agua)
  6. Estefani Meidi Bañico Ccasani (Movimiento Regional Agua)
  7. Grover Torres Tambra (Movimiento Regional Agua)
  8. Anarella Uribe Tapahuasco (Movimiento Regional Wari llaqta)
  9. Jhowao Elías Gómez Granados (Movimiento Regional Wari Llaqta )
  10. César Meneses Huayanay (Alianza por Nuestro Desarrollo)
  11. José Urquizo Magia (Movimiento Regional Gana Ayacucho)

## Festividades
- Carnaval de Ayacucho
- Semana Santa en Ayacucho

## Participación política de las mujeres huamanguinas
A raíz del CAI, las mujeres huamanguinas empezaron a participar  en actividades políticas y trabajos designados dentro de su comunidad con el fin de sobrevivir y en la búsqueda de justicia, por lo que la sororidad estuvo presente en tanto se educaron entre mujeres en temas relacionadas con la autofinanciación y el liderazgo. En esta nueva participación comunitaria de las mujeres huamanguinas,  la educación y la economía se posicionaron como herramientas empoderantes, tales son los casos de las organizaciones ANFASEP y vasos de leche.
En el caso de la ANFASEP, sirvió como un medio para denunciar ante el Estado la vulneración a los derechos humanos, la búsqueda de justicia, así como la preservación de la memoria. Además, fue un espacio para la formación y participación política comunitaria de las mujeres luego del CAI, evidenciandose que las mujeres tenían mayor protagonismo político en espacios separatistas, pues sus voces fueron más influyentes en las decisiones futuras de esta organización. Por otro lado, funcionó como un centro educativo de autosustento e independencia económica, lo que posteriormente sirvió para que fueran agentes activas de su comunidad, formando inclusive, parte de consejos directivos.  

### Antecedentes de la participación política de las mujeres Huamanguinas

#### Estructura de dominación hacia la mujer andina
La cultura patriarcal se define por relegar a la mujer a roles subalternos dentro de la estructura social en la que se desenvuelve. En el contexto de la cultura andina, esta subordinación femenina se manifiesta como una arraigada tradición en estas comunidades. La mujer andina peruana ha experimentado la dominación masculina como una faceta inherente a la organización social basada en géneros, donde su confinamiento al ámbito doméstico también se inscribe en una tradición ancestral.
En lo que respecta a la sociedad ayacuchana, la mujer no ha sido ajena a tener que afrontar la cultura patriarcal,  pues no obstante se dio la liberación de la colonia, siguió siendo la subordinada a merced de un varón. Se menciona, como evidencia de lo antes expuesto, que para los ayacuchanos había una necesidad de definir y determinar las características de sus habitantes luego de la emancipación, aunque no existían leyes o normas que buscasen la liberación de las mujeres, siendo víctimas de amenazas, censuras y prejuicios que las relegaron a ámbitos inferiores al de los varones.
Se ve entonces que la sociedad ayacuchana subordina a las mujeres a roles específicos, limitándolas al cuidado del hogar. Aunque existen términos de clasificación social para los ayacuchanos, la mujer queda excluida de estas categorías al ser considerada como un sujeto subyugado.
Por otro lado, las mujeres eran consideradas como “no trabajadoras” pese a que tenían a su cargo las tareas domésticas y otras funciones como dedicarse a las ventas, lo cual reflejaba una jerarquía de género. Como consecuencia de ello, no accedían ni a fuentes de poder ni a la educación Además, existen reglas, normas y valores culturales que determinan la división del trabajo al interior de la unidad familiar. Estas reglas se rigen por criterios de equilibrio en el uso de mano de obra familiar, por lo que las mujeres casi nunca han podido asumir los trabajos designados al sector masculino Es de esta manera que se desarrollaba la mujer ayacuchana dentro de su cultura antes de que se inicie el Conflicto Armado Interno (CAI), bajo un contexto de subordinación por causas de la cultura patriarcal costumbrista.
También, algunas de las labores recurrentes que realiza la mujer ayacuchana dentro de la estructura social es encargarse del almacenamiento de alimentos y de labores de transformación. Estas labores se relacionaban con los momentos de carestía, según el periodo agrícola de acuerdo a la presencia de las lluvias y manejo del agua. Estas eran las únicas funciones que podía desarrollar la mujer dentro de las distintas provincias ayacuchanas como su capital, Huamanga.
A pesar de ser una provincia en donde existían un gran número de intelectuales, solo tenían propuestas de desarrollo basados en los beneficios hacia el propio hombre y en respetar la tradición de exclusión patriarcal.  En dicha sociedad, la mujer campesina participa en todas las tareas del ciclo agrícola o pecuario, además está especializada en las actividades que exigen desarrollo de actividades prácticas De ese modo, la mujer dentro de la capital de Ayacucho, al igual que en otras regiones andinas del Perú:  solo se dedicaba a cargos inferiores al varón. 

#### Nuevo rol educativo en los 70's
A pesar de los pensamientos basados en estereotipos, en la década de los 70 se comienza a implementar una educación que otorgaba a las mujeres un rol crucial acorde con las demandas de la nueva realidad, ya que ellas comenzaron a generar vías para elevar y transformar sus potencialidades personales e intelectuales, al punto de considerarse más capaces e independientes para sí mismas. Así, la mujer ayacuchana, tuvo una agencia importante en redefinir su rol en la sociedad. Fue por ello que la incorporación activa de las mujeres en la sociedad se dio gracias a la educación.Dichos ideales, reflejaban cuestionamientos por parte de sectores sociales tradicionales, pues se cuestionaban supuestos que legitimaban y naturalizaban la inferioridad de la mujer con respecto a los varones 
Es así que se puede considerar que a partir de las reformas educativas que se realizan en la década de los sesenta, dentro de la ciudad de Huamanga, es que se quiere generar un nuevo ideal de la mujer, en la cual se especifica que esta tiene una función de intelectualidad y forma parte del progreso social. Con ello se ejecutan nuevas miradas en torno a la maternidad y el cuidado de los hijos como un antecedente histórico por medio de la educación, pero que no tuvo mayor repercusión dentro de su estructura patriarcal. Por causa de la educación, comienzan a forjar nuevos pensamientos políticos, es así que comienzan a gestionar ciertos centros de ayuda como los clubes de madres que aumentaron a nivel rural como una respuesta a la violencia producida durante el CAI. Esta organización estaba conformada por mujeres con la capacidad de propiciar respuestas colectivas en torno a la defensa de los derechos humanos y frente a la necesidad de sobrevivencia. De ese modo, a partir de la intelectualidad es que se comenzaba a desarrollar una participación de la mujer ayacuchana en sus comunidades antes del inicio del CAI, pero solo fueron algunas de ellas, ya que la gran mayoría afrontaba la inferioridad de la cultura patriarcal andina.

### Participación política de las mujeres Huamanguinas en la actualidad
A partir de la violación de los derechos humanos hacia los pobladores de Ayacucho durante el periodo del CAI es que las mujeres comienzan a formar una nueva forma de participación dentro de su comunidad. La participación comunitaria es un proceso social en el que grupos específicos identifican problemas en la comunidad y buscan soluciones. Esta surge como un modo en el cual los pobladores de una cierta comunidad luchan para poder afrontar problemáticas de distinta índole social, en el caso presentado, como consecuencia de la vulneración de los derechos humanos de las mujeres ayacuchanas.
Entre las razones que llevaron a una nueva forma de participación de las mujeres de Huamanga se encuentran los impactos de la violencia, ya que muchas perdieron a esposos e hijos. Como respuesta, empezaron a desarrollar resistencia y a trabajar juntas para protegerse a sí mismas, a sus familias y a su comunidad. A través de la solidaridad y la cooperación con otras mujeres, buscaban asegurar la supervivencia familiar, el respeto a los derechos humanos, poner fin a la violencia, buscar la verdad y la justicia, y esforzarse por construir una cultura de paz. De este modo, la primera acción en sus comunidades fue formar una cooperación entre ellas como una manera de enfrentar la violencia que estaban experimentando.
Ello, no significaba que dejen de existir factores socioculturales que desfavorecen la participación de la mujer, como lo son los estereotipos relativos a la división de trabajo, explicados anteriormente. Pero tal forma cambia dentro de la sociedad ayacuchana durante la violencia de los 80's, ya que en aquel periodo no se genera una liberación de la mujer por consecuencia de una independencia académica como en las zonas urbanas, sino como un hecho forzado por las causales de la violencia durante dicho periodo. Es más, muchas de las mujeres que fueron víctimas de violencia tuvieron que asumir nuevos cargos dentro de la estructura de su sociedad a pesar de los traumas adquiridos. Dentro de las acciones que cometieron lo más resaltante es su participación política para poder comenzar a forjar el reclamo de sus derechos ante el Estado por la desaparición de sus esposos e hijos.  
En ese sentido, las mujeres ayacuchanas que durante el CAI comienzan a ser designadas al frente familiar, fueron las que mayor esfuerzo hicieron para desarrollar capacidades con el fin de proteger a su familia y salvarse de los abusos. Asimismo, las mujeres viudas de distintas provincias como Vilcashuamán, Accomarca y Huambalpa comienzan a realizar acciones que eran propias de los varones, como el trabajo en la chacra (ellas mismas estaban obligadas a trabajarlas) De esa manera, comienzan a tener nuevos roles dentro de su estructura social, como el trabajo de agricultura que era propio del varón. 

#### Nueva responsabilidad en la  Economía de la mujer Huamanguina
Con lo que respecta a la economía, la mujer ayacuchana comienza a tener una participación activa. Las mujeres, como consecuencia de la vulneración de derechos humanos que sufrieron, generaron nuevas formas de autodesarrollo dentro de la sociedad ayacuchana.De esa manera, esta comienza a asumir el rol de proveedora de sus hogares, tarea que era característica de los varones hasta antes del inicio de los 80's.  

#### Nueva responsabilidad política de la mujer Huamanguina- Comités de Autodefensa
Con respecto a a responsabilidad política, se crearon los comités de Autodefensa (CADs), grupos paramilitares armados en las Comunidades Campesinas y Nativas, y Centro Poblados Rurales . A pesar de que estos CADs fueron influenciados por los militares quienes impulsaron al agrupamiento de los campesinos en Centros Poblados y a organizarse en Comités de Defensa Civil, en el marco de la agudización de la violencia y militarización de la región, la mujer comienza a participar de estas agrupaciones.
Asimismo, dentro de los CADs las mujeres, ante la falta de varones en la comunidad ellas, se encargaban de las labores como la producción. Así, las mujeres viudas o solteras participaban de los CADs, pero con funciones de subordinación (preparando los alimentos o con vigilancias nocturnas). Por ese motivo, se  considera que las mujeres tenían un papel importante dentro de los CADs, ya que por las noches cumplían funciones de vigilancia e informaban sobre los acontecimientos que pasaban.Es de esa manera que dentro del contexto del CAI la mujer ayacuchana comienza a tener una participación activa dentro de su comunidad tanto de forma social como económica.

## Creación de Instituciones lideradas por mujeres
Luego del CAI las mujeres huamanguinas que quedaron viudas comenzaron a crear distintas organizaciones con el fin de poder realizar entre ellas un cuidado y apoyo mutuo. Formaron juntas directivas para poder denunciar ante el Estado toda la vulneración de los derechos humanos de las que habían sido víctimas. Consolidando, así, una nueva participación ciudadana dentro de todas las limitaciones que tenían.Antes  las mujeres tenían escasa participación desde sus inicios, además eran excluidas de las actividades públicas: “Desde más antes, era peor, al inicio era peor ni en nada estábamos las mujeres, el varón nada más, y la mujer no estaba en nada […] para la asamblea, a las mujeres que tenían esposos no las recibían, decían para que participen sus esposos (Uma)” Pero, luego de culminado el conflicto, tomaron conciencia de que la lucha individual no era suficiente, por lo que comenzaron a organizarse y se constituyeron como las protagonistas principales de la defensa de los derechos humanos. Así, gestionaron la búsqueda de los desaparecidos y la preservación de la integridad física de la comunidad. Por ello, se movilizaron marchas con el fin de instaurar la paz y exigir justicia a las instituciones correspondientes.
De ese modo, se comenzaron a ejecutar dentro de Ayacucho diversas actividades gestionadas por familias y grupos asociados, por actores internos, que trabajan desde la comunidad, como los vasos de leche o comedores populares. Además, las mujeres comienzan a elaborar acciones que se desarrollan desde el exterior, hacia la comunidad, como programas sociales Qaliwarma, Pensión 65, PAIS (tambo). Estas son dirigidas, en su mayoría, a las mujeres. Como expresa la señora Uchuy: “en la mayoría de los programas más que nada trabajan las mujeres, por ejemplo, en el programa Cuna Más, Juntos, en estos están y trabajan las mujeres”.  Estos espacios comenzaron a contar con una forma de organización definida y con una junta directiva constituida por las mismas mujeres. 

### ANFASEP
Dentro de las organizaciones políticas que formaron, la más importante que se creó fue ANFASEP la Asociación Nacional de Familiares de Secuestrados, Detenidos y Desaparecidos del Perú, esta una forma de representación política liderada por mujeres viudas y huérfanas, como respuesta de las desapariciones forzadas. Específicamente, el 2 de septiembre de 1983 es la fecha en donde las mujeres ayacuchanas deciden formar ANFASEP. Como consecuencia de esta organización, pocos días después sus principales líderes viajaron a Lima para poder denunciar ante el Estado por sus víctimas desaparecidas, realizaron una protesta en el campo de marte en donde se encontraron con un senador ayacuchano que las pudo asesorar legalmente para que realicen las gestiones necesarias  De ese modo es que se comienza a fundar dicha asociación como parte de la participación política de la mujer. 
Dentro de ANFASEP, la participación de las mujeres se basaba en hacer valer y reclamar por sus derechos: seguir buscando, hacer marchas de protesta, marchas de sacrificio a Lima, reuniones con las autoridades, presentar documentos para reclamar sus derechos, ser reconocidos y alcanzar la justicia.Además, dicha asociación representa a sus interlocutores a través de una dualidad, por un lado, está la dinámica inicial, seguir llamando a la lucha y a seguir marchando; pero también están representadas como mujer víctima, doliente y abatida.Así, con la formación de esta entidad es que las mujeres tienen una participación política comunitaria que se ha seguido hasta la actualidad. Fundado con el objetivo de poder hacer respetar sus derechos, reclamar justicia ante los abusos de los que habían sido víctimas. 
Es por ese motivo que la  ANFASEP sirve como un lugar seguro en el que las mujeres pueden contar sus experiencias, “la señora Isabel, de Pampacangallo, señaló que se sentía bien porque ya está familiarizada con los integrantes de ANFASEP, hay información, y conversan entre ellas”. Y la señora Rosa de Muyurina dijo que se siente bien alegre porque comparte sus problemas en el grupo, y recibe “esa palabra de aliento y apoyo moral”. De ese modo, por medio de dicha organización es que las mujeres tienden a tener mayor presencia en los espacios que son dirigidas por ellas mismas o los que son impulsados por actores externos a su comunidad, a través de actividades dirigidas a la población en general, y otras orientadas exclusivamente hacia las mujeres. Con respecto a lo último, las instituciones capacitan a las mujeres para desarrollar su fortalecimiento, mejorar sus habilidades manuales artísticas y creativas y mantenerlas informadas Es decir, estos espacios se crean dirigidos exclusivamente a mujeres.
En cuanto a su financiamiento, ANFASEP siempre enfrentó limitaciones de recursos, careciendo de fondos suficientes para llevar a cabo su lucha contra las injusticias que sufrían. Desde 1984, estas mujeres se unieron a otras organizaciones como el Servicio de Paz y Justicia (SERPAJ) o la Comisión Episcopal de Acción Social (CEAS), pero con resultados limitados debido a la discriminación estatal. Este periodo marcó el inicio de su fase de fortalecimiento.Además, ANFASEP tuvo diversas esferas que promovieron mecanismos y espacios de participación. Por ejemplo, la Asamblea comunal fue fundamental para la junta directiva comunal, siendo el lugar principal donde se abordaban asuntos y problemáticas comunales. Estas asambleas sirvieron como espacios de deliberación, donde se tomaban decisiones, se alcanzaban acuerdos e informes.